# Leenheerlijkheid
Een leenheerlijkheid is een stuk land dat door de soeverein zelf in leen is gegeven, en derhalve slechts een niveau lager dan het hoogste bezit. Het was een belangrijk betaalmiddel in het middeleeuwse feodale systeem.  
Het uitlenen van gronden met alles en iedereen die er van afhankelijk zijn berust op het territorialiteitsbeginsel. Volgens dat wordt gesteld dat de grond superieur is aan degenen die erop wonen. In de middeleeuwen, na de val van de Romeinen, was er maar een beperkte geldeconomie, daarom  was land een belangrijk betaalmiddel. De heerser loofde land uit aan verdienstelijke ridders, die dat 'in leen kregen'. Die ridders gaven op hun beurt weer land in leen aan leenmannen, wat de versplintering van het grondgebied tot gevolg had.
In de Nederlanden werden de leenheerlijkheden vanaf de tiende eeuw steeds machtiger, met het graafschap Vlaanderen op kop. De hertogdommen en graafschappen in de Nederlanden speelden hun economische superioriteit uit tegen hun soeverein en verwierven zo een ongebruikelijk grote macht. 